# Parafia Matki Bożej Różańcowej w Kłodzku

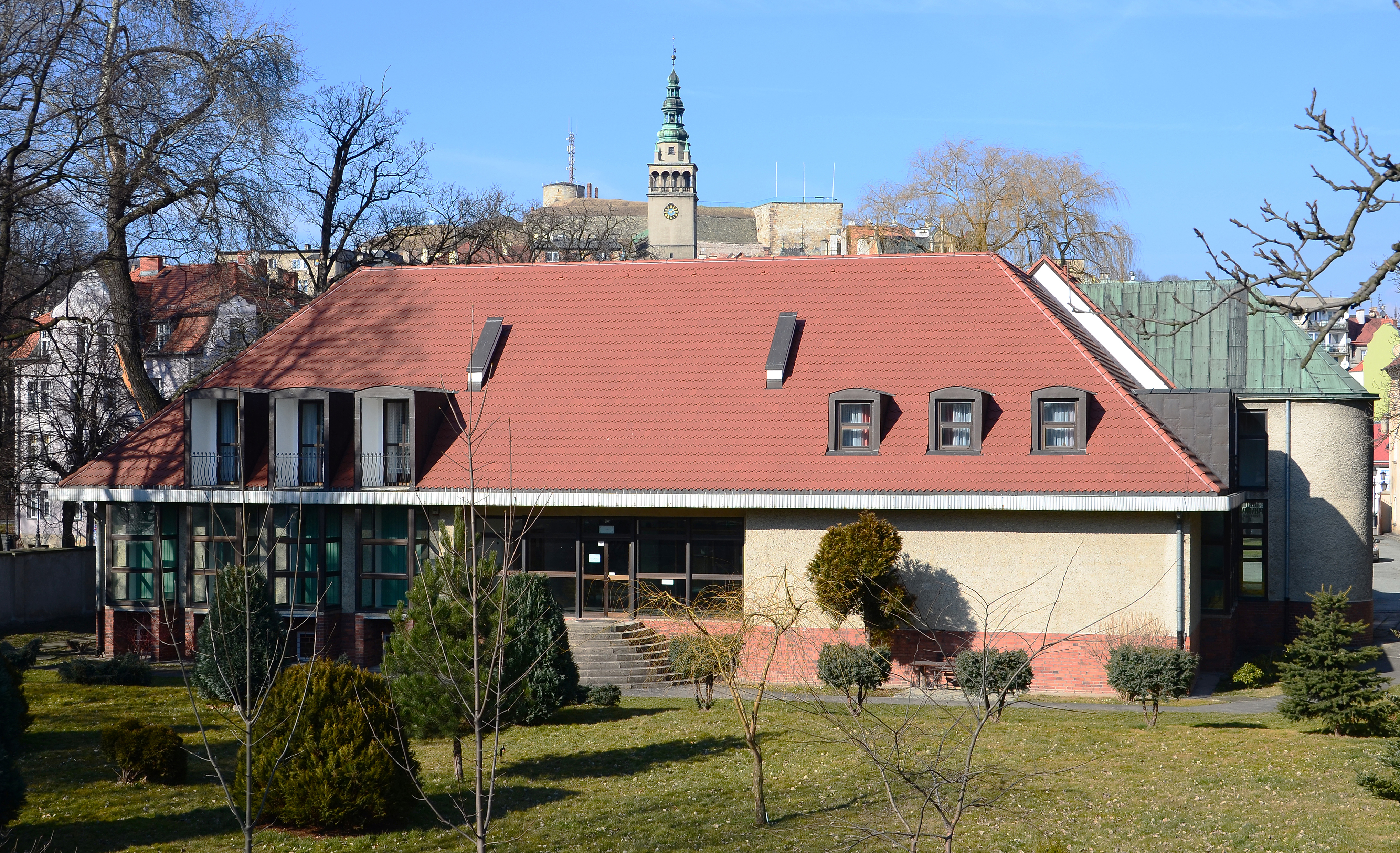
Budynek szkolno-katechetyczny w ogrodzie franciszkanów

Parafia Matki Bożej Różańcowej w Kłodzku – rzymskokatolicka parafia położona w metropolii wrocławskiej, diecezji świdnickiej, w dekanacie kłodzkim.

## Kościół parafialny
Kościół franciszkanów pod wezwaniem Matki Bożej Różańcowej, położony na wyspie Piasek w Kłodzku, otoczonej korytem Nysy Kłodzkiej i Młynówki, jest jednym z ważniejszych kościołów na terenie miasta, który pełni również funkcję świątyni garnizonowej. Na terenie parafii znajdują się również 2 kaplice filialne: Matki Bożej Pocieszenia Strapionych na Mariańskiej Górce oraz Niepokalanego Poczęcia NMP w Podzamku.

## Charakterystyka
Parafia Matki Bożej Różańcowej w Kłodzku obejmuje swoim zasięgiem wschodnią część Kłodzka oraz wsie: Jaszkówka i Podzamek. Na jej obszarze mieszka blisko 9 tys. wiernych.

## Historia parafii
W związku ze zwiększającą się liczbą mieszkańców Kłodzka pod koniec lat 50. XX w. ówczesny prowincjał franciszkanów o. Bertold Altaner zaproponował utworzenie nowej, trzeciej parafii w mieście, w której funkcje proboszcza miał objąć dotychczasowy rektor kościoła Naszej Miłej Pani o Rafał Bekierz. Do jej powołania jednak nie doszło na skutek sprzeciwu władz państwowych.
Do projektu powrócono w 1967 r. Z polecenia Kurii arcybiskupiej we Wrocławiu 11 stycznia doszło do wspólnej konferencji między franciszkanami a jezuitami w klasztorze jezuitów w Kłodzku, w trakcie której ustalono podział parafii NMP i utworzenie parafii pw. Matki Bożej Różańcowej, która swoim zasięgiem miała objąć wschodnią część miasta. 10 kwietnia 1972 r. oficjalnie erygowano parafię.

## Proboszczowie
| lp. | Lata urzędowania   | Imię i nazwisko              | Informacje dodatkowe |
| --- | ------------------ | ---------------------------- | --- |
| 1   | 1972–1983          | o. Serafin Latacz OFM        | (1932–2008), zorganizował od podstaw parafię franciszkańską w Kłodzku. W 1983 przeniesiony do Republiki Federalnej Niemiec. |
| 2   | 1983–2006          | o. Wojciech Piętowski, OFM   | W 1996 został odznaczony tytułem Kłodzczanin Roku.                                                                          |
| 3   | 2006–2013          | o. Mirosław Prochera, OFM    | W 2013 przeniesiony do Wambierzyc.                                                                                          |
| 4   | 2013–2019          | o. Emanuel Krzysztof Żak OFM | 1997–2013 proboszcz parafii franciszkańskiej w Gliwicach.                                                                   |
| 5   | od 1 września 2019 | o. Emilian Piotr Gołąbek OFM | były wicerektor WSD Franciszkanów we Wrocławiu, doktor teologii pastoralnej z zakresu katechetyki na KUL (2001).            |

## Wydarzenia z życia parafii
- 1980–1982 – budowa w ogrodzie klasztornym biblioteki i domu parafialnego pw. bł. Jana Dunsa Szkota
- 1993–1995 – remont elewacji kościoła i klasztoru.
- styczeń 1997 – przeniesienie Wyższego Seminarium Duchownego z klasztoru franciszkanów w Kłodzku do Wrocławia.
- lipiec 1997 – ogromne straty w wyniku powodzi tysiąclecia.
- 12 kwietnia 1999 – peregrynacja relikwii św. Wojciecha.
- 9 maja 1999 – peregrynacja figury Maryi z Nazaretu[10].
- 26 września 1999 – peregrynacja relikwii św. Stanisława.
- 2001–2008 – odnowa po powodzi ołtarzy bocznych.
- 1–5 kwietnia 2009 – peregrynacja obrazu Jezusa Miłosiernego.
- wrzesień–grudzień 2014 – całkowita wymiana dachu kościoła
- 15–16 września 2024 – katastrofalna powódź[11].